# Байсеит
Байсеит (каз. Байсейіт) — село в Енбекшиказахском районе Алматинской области Казахстана. Входит в состав Бартогайского сельского округа (до 2010 года — Октябрьского сельского округа). Находится примерно в 76 км к востоку от центра города Есик на реке Чилик. Код КАТО — 194071200. Экономика основана на выращивании табака и овощей.

## Население
В 1999 году население села составляло 3412 человек (1717 мужчин и 1695 женщин). По данным переписи 2009 года в селе проживало 3635 человек (1780 мужчин и 1855 женщин).

## Топографические карты
- Лист карты K-44-13 Чилик. Масштаб: 1 : 100 000. Состояние местности на 1979 год. Издание 1984 г.